# Jakub Gottwald
Jakub Gottwald (* 18. října 1984 Brno) je český divadelní a filmový herec.

## Život
Studoval herectví nejdříve na Brněnské Konzervatoři a pak na katedře alternativního a loutkového divadla DAMU (2004–2009). Působí mimo jiné na scénách Národního divadla, Národního divadla Brno, Dejvického divadla, Strašnického divadla i ve skupinách Vosto5, SKUTR a Sgt. Tejnorová & the Commando. Dále spolupracuje na příklad s režisérkami a režiséry Ewou Zembok, Lucií Ferenzovou a Janem Fričem. Již během studia se věnoval dabingu. Televizní diváci jej znají ze seriálů Ordinace v růžové zahradě, Comeback a dalších. Hlavní role hrál v celovečerních filmech Dešťová víla, Syndrom léta a Menandros & Thaïs.

## Filmografie (výběr)
- 2005: Ordinace v růžové zahradě (televizní seriál)
- 2007: O uloupené divožence (televizní film)
- 2008: Expozitura (televizní film)
- 2008: Comeback (televizní seriál)
- 2009: Pomodlím Tě aneb v noci lilo (krátký film)
- 2009: Julie miluje Shakespeara (krátký film)
- 2010: Vodník a Karolínka (televizní film)
- 2010: Dešťová víla
- 2014: Syndrom léta
- 2014: Potravní řetězec (krátký film)
- 2015: Laputa
- 2016: Menandros & Thaïs